# Popillia bhutanica
Popillia bhutanica är en skalbaggsart som beskrevs av Guido Sabatinelli 1993. Popillia bhutanica ingår i släktet Popillia och familjen Rutelidae. Inga underarter finns listade i Catalogue of Life.